# Galium viscosum
Galium viscosum är en måreväxtart som beskrevs av Vahl. Galium viscosum ingår i släktet måror, och familjen måreväxter.

## Underarter
Arten delas in i följande underarter:
- G. v. bovei
- G. v. rifanum
- G. v. viscosum